# Adolf Friedrich IV. (Mecklenburg)

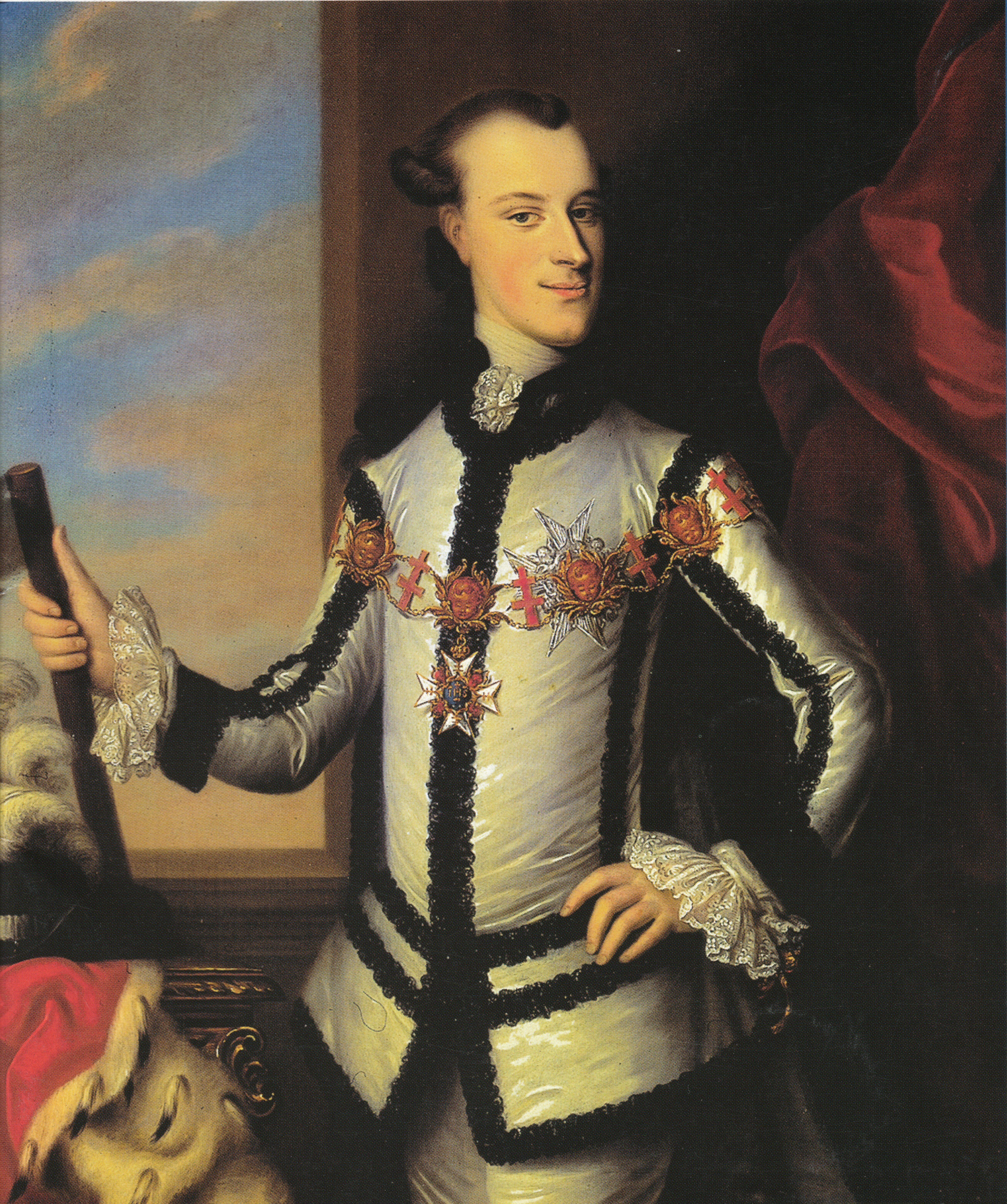
Herzog Adolf Friedrich IV. in Ordenstracht des Königlich-schwedischen Seraphinenordens.

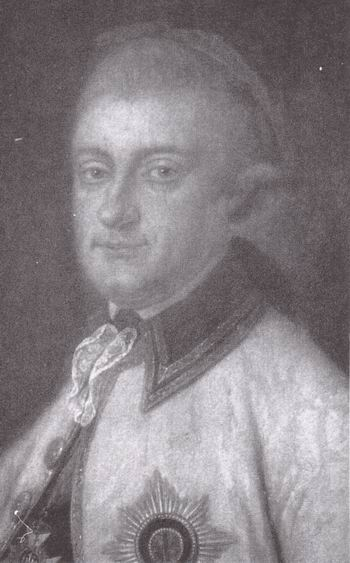
Herzog Adolf Friedrich IV.

Adolf Friedrich IV., Herzog zu Mecklenburg [-Strelitz] (* 5. Mai 1738 in Mirow; † 2. Juni 1794 in Neustrelitz), im Volksmund in Anlehnung an Fritz Reuter auch heute noch Dörchläuchting genannt, war 1752/53–1794 regierender Herzog zu Mecklenburg im Landesteil Mecklenburg-Strelitz.

## Leben
Adolf Friedrich IV. war der älteste Sohn und drittes von zehn Kindern des in Mirow apanagierten Erbprinzen Karl (Ludwig Friedrich) und dessen Frau Elisabeth Albertine, geb. Prinzessin von Sachsen-Hildburghausen.
Nach dem Tod des Vaters († 4. Juni 1752) wurde er Thronfolger und mit dem Tod seines Onkels, Herzog Adolf Friedrich III. († 11. Dezember 1752), regierender Herzog im Landesteil Mecklenburg-Strelitz. Seine Thronbesteigung war jedoch von erheblichen Turbulenzen begleitet, die sich einordnen in den erbitterten Kampf zwischen der Landesherrschaft und den vereinten Landständen um Machtpositionen im mecklenburgischen Staat. In Mecklenburg-Strelitz bemühten sich die Landstände, den künftigen Thronfolger als Gewährsmann ihrer Sache zu gewinnen. Als 1752 unversehens der Thronfolgefall eingetreten war, eskalierte die Situation, indem Truppen des Schweriner Herzogs den Strelitzer Landesteil besetzten und so nach Abkoppelung vom mecklenburgischen Gesamtstaat dessen politische Selbständigkeit durchsetzen wollten. Den Thronfolger hatte man aber in diesen Wochen ins pommersche Ausland nach Greifswald in Sicherheit gebracht, wo er (anfangs unter fremdem Namen) Student, bald jedoch Ehrenrektor der Greifswalder Universität wurde. Die Intervention des Schweriner Herzogs misslang. Der Ausgang des Thronfolgestreits bewirkte die weitere Stärkung der Landstände.
Am 17. Januar 1753 für mündig erklärt, trat Adolf Friedrich IV. am 4. April 1753 die Regentschaft im Landesteil Mecklenburg-Strelitz an.
Er und seine Mutter in ihrer Eigenschaft als Vormund seiner jüngeren Geschwister ratifizierten 1755 den Landesgrundgesetzlichen Erbvergleich (LGGEV), mit dem der mecklenburgische Staat eine neue, landständische Verfassung erhielt. Diese führte zur Festigung der Macht der mecklenburgischen Ritterschaft und konservierte die Rückständigkeit des Landes bis zum Ende der Monarchie (1918). 1761 verheiratete er seine jüngere Schwester Sophie Charlotte (1744–1818) mit Georg III., König von Großbritannien. 1764 erhielt er als erster mecklenburgischer Fürst den Hosenbandorden.
Adolf Friedrich IV. wird von Zeitzeugen beschrieben als sparsamer, für neueste Erkenntnisse der eben aufkommenden Naturwissenschaften besonders aufgeschlossener Fürst, der aber mitunter zu Anfällen von Jähzorn neigte und wenig Ambitionen zu grundlegenden Reformen zeigte. Bei seinen Untertanen soll er beliebt gewesen sein. Er war baulustig und veranlasste aufwendige Neu-, Um-, Aus- und Erweiterungsbauten fürstlicher Schlösser und anderer repräsentativer Gebäude, wie das Herrenhaus in Ratzeburg oder Schauspielhaus und Stadtschloss in Neubrandenburg, welche das Gesicht des von ihm regierten Landesteils nachhaltig prägten. Auch das überstieg seine und die finanziellen Spielräume des von ihm regierten Landesteils jedoch deutlich. Deswegen musste schon zu seinen Lebzeiten eine kaiserliche Kommission zur Schuldenregulierung eingesetzt werden.
Adolf Friedrich passte nicht ins traditionelle Bild eines spätbarocken Duodezfürsten. Er blieb unverheiratet und lebte gemeinsam mit seiner älteren Schwester Christiane (1735–1794) in gemäßigt pietistischer Frömmigkeit mit eher bescheidener fürstlicher Hofhaltung und großer Naturverbundenheit. Als er im 57. Lebensjahr kinderlos starb, wurde sein jüngerer Bruder Karl II. sein Nachfolger. Dieser wurde am 28. Juni 1815 der erste Großherzog von Mecklenburg im Landesteil Mecklenburg-Strelitz.
Herzog Adolf Friedrich IV. starb an einem Hirnschlag und wurde am 9. Juni 1794 in der II. Abteilung der Fürstengruft zu Mirow bestattet. Die Inschrift auf seinem Sarg lautet:

„Adolphe Friedrich IV, Regierender Herzog zu Mecklenburg / Fürst zu Wenden, Schwerin und Ratzeburg, auch Graf zu Schwerin, der Lande Rostock und Stargard Herr etc. / [Träger] des Blauen Hosenbandes - Seraphinen - Schwartzen Adler - Weissen Adler und Rothen Adler / Ordens Ritter / Gebohren den 5ten Mai 1738, trat die Regierung an den 11ten December 1752, entschlief den 2ten Juni 1794.“

Die wahrscheinlich 1945 beschädigte Deckplatte des aus Eichenholz gefertigten Innensarges von Adolf Friedrich IV. erhielt (später?) eine Glasplatte, damit man den einbalsamierten Körper betrachten konnte. Bis 1988 konnte man unter Führung die Gruft noch begehen, seit 1998 ist sie durch die Allgemeinheit einsehbar, aber nicht begehbar. Seitdem ist Herzog Adolf Friedrichs Grabstätte auch wieder durch den Außensargdeckel verschlossen.

## Literarische Figur
1866 wurde Adolf Friedrich IV. zum Protagonisten in Fritz Reuters Spätwerk „Dörchläuchting“. Dass Reuter Charakter und Auftreten des früheren Landesherren von Mecklenburg-Strelitz in dieser Humoreske überzeichnet, zeigt bereits die Wahl der Verniedlichungsform Dörchläuchting für das Adelsprädikat Durchlaucht. Die literarische Gestalt entspricht nicht der historischen Person von Adolf Friedrich IV. und darf nicht mit dieser verwechselt werden.

## Auszeichnungen
- 4. März 1753: Orden des Weißen Adlers (Polen)
- 26. April 1753: Königlicher Seraphinenorden
- 1771: Ritter des Hosenbandordens
- 7. Oktober 1791: Schwarzer Adlerorden